# Кокорці
Ко́корці (болг. Кокорци) — село в Смолянській області Болгарії. Входить до складу общини Рудозем.

## Населення
За даними перепису населення 2011 року у селі проживали 0 осіб.
Динаміка населення: